# Lusovenator
Lusovenator is een geslacht van vleesetende theropode dinosauriërs, behorende tot de Carnosauria, dat tijdens de late Jura leefde in het gebied van het huidige Portugal. De enige benoemde soort is Lusovenator santosi.

## Vondst en naamgeving
Sinds de late twintigste eeuw voerde de amateurpaleontoloog en timmerman José Joaquim dos Santos opgravingen uit in Portugal. Na een twintigtal jaren schonk hij in 2008 zijn uitgebreide verzameling aan de Sociedade de História Natural zodat een wetenschappelijk onderzoek mogelijk werd. Tot de vondsten behoorde een gedeeltelijke skelet van een theropode, opgegraven op de Praia de Valmitão nabij Ribamar, dat in 2017 werd beschreven en toegewezen aan een lid van de Allosauroidea.
In 2020 werd de typesoort Lusovenator santosi benoemd en beschreven door Elisabete Malafaia, Pedro Mocho, Fernando Escaso en Francisco Ortega. De geslachtsnaam combineert Lusitania, de Romeinse naam voor Portugal, met een Latijn venator, "jager". De soortaanduiding eert Dos Santos.
Het holotype, SHN.036, is gevonden in een laag van de Praia da Amoreira-Porto Novo-formatie die dateert uit het bovenste Kimmeridgien, ongeveer 145 miljoen jaar oud. Het bestaat uit een gedeeltelijk skelet zonder schedel. Bewaard zijn gebleven: het tandvormig uitsteeksel van het atlas-draaier-complex, het intercentrum van de atlas, doornuitsteeksels van de halswervels, tien ruggenwervels, stukken van het heiligbeen waaronder centra van vier sacrale wervels, twaalf staartwervels, zeven chevrons, stukken van de nekribben en ribben, het rechterdarmbeen, beide schaambeenderen en beide zitbeenderen. De botten lagen niet in verband maar wel dicht bijeen in een sedimentaire lens van een halve meter dik. Het betreft een jong individu, de enige bekende halfwas theropode uit de late Jura van Portugal.
Een tweede exemplaar werd aan de soort toegewezen. Het betreft specimen SHN.019, door Dos Santos verzameld op de Praia de Cambelas nabij São Pedro da Cadeira. Het bestaat uit een gedeeltelijk skelet zonder schedel. Het omvat een reeks staartwervels en een volledige rechtervoet. De toewijzing is onder voorbehoud want dit fossiel werd gevonden in de Freixialformatie die dateert uit het bovenste Tithonien en dus acht miljoen jaar ouder is. Het deelt echter twee kenmerken met het holotype. Het specimen werd al beschreven in 2019.

## Beschrijving

### Grootte en onderscheidende kenmerken
Het individu van het holotype is een vrij klein dier, waarvan de lengte in 2017 op drie à drieënhalve meter geschat werd. Het gaat echter om een jong exemplaar dat nog een aanzienlijke groei had kunnen doormaken voordat de volwassen grootte bereikt was.
De beschrijvers wisten enkele onderscheidende kenmerken vast te stellen. Drie daarvan zijn autapomorfieën, unieke afgeleide eigenschappen. De voorste ruggenwervels hebben grote inspringingen in de wervelboog. De middelste staartwervels hebben in de lengterichting goed ontwikkelde en ononderbroken richels lopen van de voorste punt van het voorste gewrichtsuitsteeksel tot het achterste uiteinde van het achterste gewrichtsuitsteeksel. Bij het darmbeen vormt de horizontale kam boven het heupgewricht een uitstekende overkapping die schuin naar beneden en bezijden gericht is.
Daarnaast is er een voor de Carcharodontosauria unieke combinatie van op zich niet unieke kenmerken. De voorste ruggenwervels zijn niet gekield. Althans de allervoorste staartwervels bezitten een hyposfeen-hypantrum-complex van secundaire gewrichtsuitsteeksels. De middelste staartwervels hebben een richel op de zijkant die van het facet van het achterste gewrichtsuitsteeksel naar de basis van het zijuitsteeksel, ofwel de staartrib, loopt. Bij de middelste staartwervels steekt van de binnenzijde van het voorste gewrichtsuitsteeksel een richel uit die naar het doornuitsteeksel loopt. De "voet" van het schaambeen is op de onderzijde vrijwel plat.

### Skelet
Bij de wervels heeft het hypantrum, de voorste uitholling voor het secundair gewrichtsuitsteeksel, een driehoekig profiel. Bij de voorste middelste staartwervels is er een goed ontwikkelde richel op de voorste onderzijde van het zijuitsteeksel, naast een diepe uitholling richting voorste gewrichtsuitsteeksel. De voorste staartwervels hebben een richel op de onderzijde. Bij de middelste en achterst staartwervels is er een krachtige richel aan de buitenzijde van de wervelboog. Die moet onderscheiden worden van de kleinere richel bij het facet van het achterste gewrichtsuitsteeksel. 
Het darmbeen heeft een ovaal profiel met een bolle bovenkant en is relatief kort. Het darmbeen heeft een sterk ontwikkelde richel op de binnenzijde, nabij de inkeping onder het voorblad. Het zitbeen is via een penverbinding verbonden met het darmbeen. De beide laatste zijn typisch carcharodontosaurische kenmerken.

## Fylogenie
Lusovenator werd in de Carcharodontosauria geplaatst, in een basale positie. De relatie met andere zeer basale carcharodontosauriërs zoals Siats en Veterupristisaurus in onzeker. Lusovenator is daarmee de oudste carcharodontosauriër die van Laurasia bekend is. Gelijktijdige lagen in Noord-Amerika hebben geen carcharodontosauriërs opgeleverd, hoewel Iberia wel met dat subcontinent verbonden schijnt te zijn geweest en er een gedeelte van de fauna mee deelt. De beschrijvers suggereerden dat de carcharodontosauriërs die in het vroege Krijt in Noord-Amerika opduiken, wellicht via Iberia geïmmigreerd zijn, misschien tijdens een fase met een laag zeeniveau 137 miljoen jaar geleden tijdens het middelste Valanginien.